# 애플 ProRes
애플 ProRes(Apple ProRes)는 최대 8K를 지원하는 후반 작업에 사용할 목적으로 애플이 개발한 손실 비디오 압축 포맷이다. Apple Intermediate Codec의 뒤를 이으며 2007년 파이널 컷 스튜디오 2와 함께 선보였다. H.26x 및 MPEG 표준과 마찬가지로 ProRes 코덱 제품군은 DCT(이산 코사인 변환) 기반 압축 알고리즘을 사용한다. ProRes는 광고, 영화, 블루레이 및 스트리밍에서 HD 방송 파일의 최종 형식 전달 방법으로 널리 사용된다.

## 개요
ProRes는 실질적으로 최종 사용자가 볼 동영상을 위한 것이 아닌, 영상 편집 중에 사용할 목적으로 개발된 중간 코덱 계열이다. 중간 코덱의 이점은 최종 사용자 코덱보다 더 나은 화질을 보유하면서도 비압축 동영상 대비 디스크 시스템을 덜 차지한다는 점이다. 중간 코덱으로서 비슷한 비트레이트를 제공하는 아비드의 DNxHD 코덱이나 시네폼과 비교된다. ProRes 422는 DCT 기반 프레임 간 전용 코덱이며 이러한 이유로 H.264와 같은 배포 지향 포맷에 비해 디코딩하는 것이 더 단순하다.
| 해상도      | fps      | ProRes 422 Proxy | ProRes 422 LT | ProRes 422 | ProRes 422 HQ | ProRes 4444 (알파 없음) | ProRes 4444 XQ (알파 없음) |
| ----------- | -------- | ---------------- | ------------- | ---------- | ------------- | ----------------------- | -------------------------- |
| (points)    | (Hz)     | (Mbit/s)         | (Mbit/s)      | (Mbit/s)   | (Mbit/s)      | (Mbit/s)                | (Mbit/s)                   |
| 720 × 0576  | 50i, 25p | 12               | 28            | 41         | 61            | 92                      | 138                        |
| 1280 × 0720 | 50p      | 19               | 42            | 61         | 92            | 138                     | 206                        |
| 1440 × 1080 | 50i, 25p | 32               | 73            | 105        | 157           | 236                     | 354                        |
| 1920 × 1080 | 50i, 25p | 38               | 85            | 122        | 184           | 275                     | 415                        |
| 1920 × 1080 | 50p      | 76               | 170           | 245        | 367           | 551                     | 826                        |
| 2048 × 1536 | 25p      | 58               | 131           | 189        | 283           | 425                     | 637                        |
| 2048 × 1536 | 50p      | 117              | 262           | 377        | 567           | 850                     | 1275                       |
| 3840 × 2160 | 25p      | 151              | 342           | 492        | 737           | 1106                    | 1659                       |
| 3840 × 2160 | 50p      | 303              | 684           | 983        | 1475          | 2212                    | 3318                       |
| 4096 × 2160 | 25p      | 162              | 365           | 524        | 786           | 1180                    | 1769                       |
| 4096 × 2160 | 50p      | 323              | 730           | 1049       | 1573          | 2359                    | 3539                       |
| 5120 × 2880 | 25p      | 202              | 456           | 655        | 983           | 1475                    | 2212                       |
| 5120 × 2880 | 50p      | 405              | 912           | 1311       | 1966          | 2949                    | 4424                       |

## ProRes 422

### 주요 기능
- 8K, 5K, 4K,UHD, 2K, HD (최대 1920×1080), & SD 해상도
- 4:2:2 크로마 서브샘플링
- 10비트 샘플 깊이
- I 프레임 전용 인코딩
- 가변 비트레이트 (VBR) 인코딩
- HD 45Mbit/s HD 해상도 60i 기준 147 Mbit/s, 고품질 220 Mbit/s, ProRes (LT) 100Mbit/s
- 29.97의 SD 해상도 기준 보통 42 Mbit/s 및 고품질 63 Mbit/초
- 빠른 인코딩과 디보킹 (전체 크기 및 절반 크기 둘 다)

## ProRes 4444, ProRes 4444 XQ
ProRes 4444, ProRes 4444 XQ는 후반 작업을 위해 사용되는 손실 비디오 압축 포맷이며 알파 채널 지원을 포함한다.
ProRes 4444는 파이널 컷 스튜디오 (2009년)과 함께 도입되었다. 기타, 422, 애플의 ProRes 계열의 코덱들 중 다수의 기능들을 공유하지만 색 상세 면에서 422 HQ보다 더 나은 품질을 제공한다. 1920x1080, 29.97 fps에서 4:4:4 소스를 기준으로 약 330 Mbit/초의 데이터 속도를 대상으로 한다.
ProRes 4444 XQ는 2014년 6월 파이널 컷 프로 X 버전 10.1.2과 함께 도입되었다. 1920x1080, 29.97 fps에서 4:4:4 소스를 위해 약 500 Mbit/s의 데이터 속도를 대상으로 하며 OS X v10.8 (마운틴 라이언) 이상이 필요하다.

### 주요 기능
- 8K, 5K, 4K, 2K, HD (최대 1920×1080), & SD 해상도[6]
- 4:4:4 크로마 서브샘플링
- 비디오를 위한 최대 12비트 샘플 깊이
- 가변 비트레이트 (VBR) 인코딩
- 최대 16비트 샘플 깊이를 지원하는 알파 채널

## 프레임 레이아웃
다음은 ProRes 422 프레임의 레이아웃이다:
```
프레임 컨테이너 atom
```

```
프레임 헤더
```

```
픽처 1
```

```
픽처 2 (인터레이스 프레임 전용)
```

## 같이 보기
- 파이널 컷 스튜디오
- 파이널 컷 프로
- 영상 코덱
- 표본화
- 트랜스코드
- 데이터 압축